# Tour du Maroc 2015
La 28e édition de la Tour du Maroc a eu lieu du 3 au 12 avril 2015. La course fait partie du calendrier UCI Africa Tour 2015 en catégorie 2.2.
L'épreuve a été remportée par le Polonais Tomasz Marczyński (Torku Şekerspor), vainqueur des première, quatrième et septième étapes, huit secondes devant le Russe Vladimir Gusev (Skydive Dubai), lauréat de la huitième étape, et une minute et trente secondes sur le Marocain Anass Aït El Abdia (Équipe nationale du Maroc).
Aux niveaux des classements annexes, le Français Justin Jules (Veranclassic-Ekoï), vainqueur de la cinquième étape, remporte celui par points tandis que le Portugais Edgar Pinto (Skydive Dubai), qui a remporté la troisième étape, gagne celui de la montagne. De plus, le Marocain Soufiane Haddi (Skydive Dubai), lauréat de la sixième étape, s'impose dans le classement des points chauds, Aït El Abdia termine meilleur jeune et la formation émiratie Skydive Dubai finit meilleure équipe.

## Présentation

### Équipes
Classé en catégorie 2.2 de l'UCI Africa Tour, le Tour du Maroc est par conséquent ouvert aux équipes continentales professionnelles, aux équipes continentales, aux équipes nationales, aux équipes régionales et de clubs et aux équipes mixtes d'équipes africaines
Vingt-deux équipes participent à ce Tour du Maroc - huit équipes continentales, neuf équipes nationales et cinq équipes régionales et de clubs :
| Équipes continentales | Équipes continentales | Équipes continentales |
| Nom de l'équipe       | Pays                  | Code                  |
| --------------------- | --------------------- | --------------------- |
| Bike Aid              | Allemagne             | BAI                   |
| Ecuador               | Équateur              | ECU                   |
| FixIT.no              | Norvège               | FIX                   |
| Skydive Dubai         | Émirats arabes unis   | SKD                   |
| Torku Şekerspor       | Turquie               | TRK                   |
| Unieuro Wilier        | Italie                | UNI                   |
| Vélo Club Sovac       | Algérie               | VCS                   |
| Veranclassic-Ekoï     | Belgique              | VER                   |

| Équipes nationales                     | Équipes nationales  | Équipes nationales |
| Nom de l'équipe                        | Pays                | Code               |
| -------------------------------------- | ------------------- | ------------------ |
| Équipe nationale d'Arabie saoudite     | Arabie saoudite     | KSA                |
| Équipe nationale de Côte d'Ivoire      | Côte d'Ivoire       | CIV                |
| Équipe nationale de Djibouti           | Djibouti            | DJI                |
| Équipe nationale d'Égypte              | Égypte              | EGY                |
| Équipe nationale d'Émirats arabes unis | Émirats arabes unis | UAE                |
| Équipe nationale d'Érythrée            | Érythrée            | ERI                |
| Équipe nationale du Maroc              | Maroc               | MAR                |
| Équipe nationale du Maroc espoirs      | Maroc               | ESP                |
| Équipe nationale de Tunisie            | Tunisie             | TUN                |

| Équipes régionales et de clubs | Équipes régionales et de clubs | Équipes régionales et de clubs |
| Nom de l'équipe                | Pays                           | Code                           |
| ------------------------------ | ------------------------------ | ------------------------------ |
| Bliz-Merida                    | Suède                          | BLI                            |
| Maroc Olympique                | Maroc                          | OLY                            |
| SpeedRoad-Gomistar             | Espagne                        | SPE                            |
| Vélo-Passion Humard            | Suisse                         | HUM                            |
| Wilton                         | Pays-Bas                       | WIL                            |

## Étapes
| Étape     | Date     | Villes étapes           |                 | Distance (km) | Vainqueur d’étape | Leader du classement général |
| --------- | -------- | ----------------------- | --------------- | ------------- | ----------------- | ---------------------------- |
| 1re étape | 3 avril  | Settat - Marrakech      | Étape de plaine | 170           | Tomasz Marczyński | Tomasz Marczyński            |
| 2e étape  | 4 avril  | Marrakech - Béni Mellal | Étape de plaine | 192,3         | Ahmet Örken       | Tomasz Marczyński            |
| 3e étape  | 5 avril  | Khénifra - Fès          | Étape de plaine | 165,4         | Edgar Pinto       | Vladimir Gusev               |
| 4e étape  | 6 avril  | Fès - Taza              | Étape de plaine | 117,5         | Tomasz Marczyński | Tomasz Marczyński            |
| 5e étape  | 7 avril  | Guercif - Oujda         | Étape de plaine | 159           | Justin Jules      | Anass Aït El Abdia           |
| 6e étape  | 8 avril  | Oujda - Nador           | Étape de plaine | 138,5         | Soufiane Haddi    | Anass Aït El Abdia           |
| 7e étape  | 9 avril  | Nador - Al Hoceïma      | Étape de plaine | 155           | Tomasz Marczyński | Tomasz Marczyński            |
| 8e étape  | 10 avril | Tétouan - Tanger        | Étape de plaine | 104,4         | Vladimir Gusev    | Tomasz Marczyński            |
| 9e étape  | 11 avril | Souk El Arbaa - Kénitra | Étape de plaine | 141,3         | Filip Eidsheim    | Tomasz Marczyński            |
| 10e étape | 12 avril | Rabat - Casablanca      | Étape de plaine | 120           | Filip Eidsheim    | Tomasz Marczyński            |

## Déroulement de la course

### 1reétape
| Classement de l'étape | Classement de l'étape | Classement de l'étape | Classement de l'étape       | Classement de l'étape |
|                       | Coureur               | Pays                  | Équipe                      | Temps                 |
| --------------------- | --------------------- | --------------------- | --------------------------- | --------------------- |
| 1er                   | Tomasz Marczyński     | Pologne               | Torku Şekerspor             | en 3 h 38 min 12 s    |
| 2e                    | Vladimir Gusev        | Russie                | Skydive Dubai               | + 0 s                 |
| 3e                    | Anass Aït El Abdia    | Maroc                 | Équipe nationale du Maroc   | + 0 s                 |
| 4e                    | Essaïd Abelouache     | Maroc                 | Équipe nationale du Maroc   | + 1 min 36 s          |
| 5e                    | Edgar Pinto           | Portugal              | Skydive Dubai               | + 1 min 36 s          |
| 6e                    | Pierre Moncorgé       | France                | Bliz-Merida                 | + 1 min 36 s          |
| 7e                    | Abdelati Saadoune     | Maroc                 | Équipe nationale du Maroc   | + 1 min 36 s          |
| 8e                    | Adil Jelloul          | Maroc                 | Skydive Dubai               | + 1 min 36 s          |
| 9e                    | Meron Teshome         | Érythrée              | Équipe nationale d'Érythrée | + 1 min 36 s          |
| 10e                   | Tesfom Okbamariam     | Érythrée              | Équipe nationale d'Érythrée | + 1 min 36 s          |
| modifier              |                       |                       |                             |                       |

| Classement général | Classement général | Classement général  | Classement général                     | Classement général |
|                    | Coureur            | Pays                | Équipe                                 | Temps              |
| ------------------ | ------------------ | ------------------- | -------------------------------------- | ------------------ |
| 1er                | Tomasz Marczyński  | Pologne             | Torku Şekerspor                        | en 3 h 37 min 57 s |
| 2e                 | Vladimir Gusev     | Russie              | Skydive Dubai                          | + 6 s              |
| 3e                 | Anass Aït El Abdia | Maroc               | Équipe nationale du Maroc              | + 9 s              |
| 4e                 | Soufiane Haddi     | Maroc               | Skydive Dubai                          | + 1 min 45 s       |
| 5e                 | Yousif Mirza       | Émirats arabes unis | Équipe nationale d'Émirats arabes unis | + 1 min 49 s       |
| 6e                 | Essaïd Abelouache  | Maroc               | Équipe nationale du Maroc              | + 1 min 51 s       |
| 7e                 | Edgar Pinto        | Portugal            | Skydive Dubai                          | + 1 min 51 s       |
| 8e                 | Pierre Moncorgé    | France              | Bliz-Merida                            | + 1 min 51 s       |
| 9e                 | Abdelati Saadoune  | Maroc               | Équipe nationale du Maroc              | + 1 min 51 s       |
| 10e                | Adil Jelloul       | Maroc               | Skydive Dubai                          | + 1 min 51 s       |
| modifier           |                    |                     |                                        |                    |

### 2eétape
| Classement de l'étape | Classement de l'étape | Classement de l'étape | Classement de l'étape       | Classement de l'étape |
|                       | Coureur               | Pays                  | Équipe                      | Temps                 |
| --------------------- | --------------------- | --------------------- | --------------------------- | --------------------- |
| 1er                   | Ahmet Örken           | Turquie               | Torku Şekerspor             | en 4 h 29 min 19 s    |
| 2e                    | Justin Jules          | France                | Veranclassic-Ekoï           | m.t                   |
| 3e                    | Rino Gasparrini       | Italie                | Unieuro Wilier              | m.t                   |
| 4e                    | Soufiane Haddi        | Maroc                 | Skydive Dubai               | m.t                   |
| 5e                    | Filip Eidsheim        | Norvège               | FixIT.no                    | m.t                   |
| 6e                    | Meron Teshome         | Érythrée              | Équipe nationale d'Érythrée | m.t                   |
| 7e                    | Salaheddine Mraouni   | Maroc                 | Équipe nationale du Maroc   | m.t                   |
| 8e                    | Ismaïl Ayoune         | Maroc                 | Maroc Olympique             | m.t                   |
| 9e                    | Essaïd Abelouache     | Maroc                 | Équipe nationale du Maroc   | m.t                   |
| 10e                   | Albert Torres         | Espagne               | Ecuador                     | m.t                   |
| modifier              |                       |                       |                             |                       |

| Classement général | Classement général | Classement général  | Classement général                     | Classement général |
|                    | Coureur            | Pays                | Équipe                                 | Temps              |
| ------------------ | ------------------ | ------------------- | -------------------------------------- | ------------------ |
| 1er                | Tomasz Marczyński  | Pologne             | Torku Şekerspor                        | en 8 h 7 min 16 s  |
| 2e                 | Vladimir Gusev     | Russie              | Skydive Dubai                          | + 6 s              |
| 3e                 | Anass Aït El Abdia | Maroc               | Équipe nationale du Maroc              | + 7 s              |
| 4e                 | Justin Jules       | France              | Veranclassic-Ekoï                      | + 1 min 45 s       |
| 5e                 | Soufiane Haddi     | Maroc               | Skydive Dubai                          | + 1 min 45 s       |
| 6e                 | Essaïd Abelouache  | Maroc               | Équipe nationale du Maroc              | + 1 min 48 s       |
| 7e                 | Mattia Frapporti   | Italie              | Unieuro Wilier                         | + 1 min 49 s       |
| 8e                 | Yousif Mirza       | Émirats arabes unis | Équipe nationale d'Émirats arabes unis | + 1 min 49 s       |
| 9e                 | Meron Teshome      | Érythrée            | Équipe nationale d'Érythrée            | + 1 min 51 s       |
| 10e                | Edgar Pinto        | Portugal            | Skydive Dubai                          | + 1 min 51 s       |
| modifier           |                    |                     |                                        |                    |

### 3eétape
| Classement de l'étape | Classement de l'étape | Classement de l'étape | Classement de l'étape     | Classement de l'étape |
|                       | Coureur               | Pays                  | Équipe                    | Temps                 |
| --------------------- | --------------------- | --------------------- | ------------------------- | --------------------- |
| 1er                   | Edgar Pinto           | Portugal              | Skydive Dubai             | en 3 h 45 min 47 s    |
| 2e                    | Justin Jules          | France                | Veranclassic-Ekoï         | m.t                   |
| 3e                    | Filip Eidsheim        | Norvège               | FixIT.no                  | m.t                   |
| 4e                    | José Ragonessi        | Équateur              | Ecuador                   | m.t                   |
| 5e                    | Yannick Mayer         | Allemagne             | Bike Aid                  | m.t                   |
| 6e                    | Tomasz Marczyński     | Pologne               | Torku Şekerspor           | m.t                   |
| 7e                    | Ahmet Örken           | Turquie               | Torku Şekerspor           | m.t                   |
| 8e                    | Vladimir Gusev        | Russie                | Skydive Dubai             | m.t                   |
| 9e                    | Essaïd Abelouache     | Maroc                 | Équipe nationale du Maroc | m.t                   |
| 10e                   | Nabil Baz             | Algérie               | Vélo Club Sovac           | m.t                   |
| modifier              |                       |                       |                           |                       |

| Classement général | Classement général | Classement général | Classement général        | Classement général |
|                    | Coureur            | Pays               | Équipe                    | Temps              |
| ------------------ | ------------------ | ------------------ | ------------------------- | ------------------ |
| 1er                | Vladimir Gusev     | Russie             | Skydive Dubai             | en 11 h 53 min 9 s |
| 2e                 | Anass Aït El Abdia | Maroc              | Équipe nationale du Maroc | + 1 s              |
| 3e                 | Tomasz Marczyński  | Pologne            | Torku Şekerspor           | + 14 s             |
| 4e                 | Edgar Pinto        | Portugal           | Skydive Dubai             | + 1 min 29 s       |
| 5e                 | Justin Jules       | France             | Veranclassic-Ekoï         | + 1 min 33 s       |
| 6e                 | Soufiane Haddi     | Maroc              | Skydive Dubai             | + 1 min 36 s       |
| 7e                 | Essaïd Abelouache  | Maroc              | Équipe nationale du Maroc | + 1 min 37 s       |
| 8e                 | Abdelati Saadoune  | Maroc              | Équipe nationale du Maroc | + 1 min 45 s       |
| 9e                 | Nikodemus Holler   | Allemagne          | Bike Aid                  | + 1 min 45 s       |
| 10e                | Adil Jelloul       | Maroc              | Skydive Dubai             | + 1 min 45 s       |
| modifier           |                    |                    |                           |                    |

### 4eétape
| Classement de l'étape | Classement de l'étape | Classement de l'étape | Classement de l'étape     | Classement de l'étape |
|                       | Coureur               | Pays                  | Équipe                    | Temps                 |
| --------------------- | --------------------- | --------------------- | ------------------------- | --------------------- |
| 1er                   | Tomasz Marczyński     | Pologne               | Torku Şekerspor           | en 3 h 9 min 36 s     |
| 2e                    | Justin Jules          | France                | Veranclassic-Ekoï         | + 4 s                 |
| 3e                    | Albert Torres         | Espagne               | Ecuador                   | + 4 s                 |
| 4e                    | Ahmet Örken           | Turquie               | Torku Şekerspor           | + 4 s                 |
| 5e                    | Yannick Mayer         | Allemagne             | Bike Aid                  | + 4 s                 |
| 6e                    | Adrien Chenaux        | Suisse                | Vélo-Passion Humard       | + 4 s                 |
| 7e                    | Pierre Moncorgé       | France                | Bliz-Merida               | + 4 s                 |
| 8e                    | Nabil Baz             | Algérie               | Vélo Club Sovac           | + 4 s                 |
| 9e                    | Filip Eidsheim        | Norvège               | FixIT.no                  | + 4 s                 |
| 10e                   | Anass Aït El Abdia    | Maroc                 | Équipe nationale du Maroc | + 4 s                 |
| modifier              |                       |                       |                           |                       |

| Classement général | Classement général | Classement général | Classement général        | Classement général |
|                    | Coureur            | Pays               | Équipe                    | Temps              |
| ------------------ | ------------------ | ------------------ | ------------------------- | ------------------ |
| 1er                | Tomasz Marczyński  | Pologne            | Torku Şekerspor           | en 15 h 2 min 49 s |
| 2e                 | Vladimir Gusev     | Russie             | Skydive Dubai             | + 0 s              |
| 3e                 | Anass Aït El Abdia | Maroc              | Équipe nationale du Maroc | + 1 s              |
| 4e                 | Justin Jules       | France             | Veranclassic-Ekoï         | + 1 min 27 s       |
| 5e                 | Edgar Pinto        | Portugal           | Skydive Dubai             | + 1 min 29 s       |
| 6e                 | Soufiane Haddi     | Maroc              | Skydive Dubai             | + 1 min 35 s       |
| 7e                 | Essaïd Abelouache  | Maroc              | Équipe nationale du Maroc | + 1 min 37 s       |
| 8e                 | Nikodemus Holler   | Allemagne          | Bike Aid                  | + 1 min 45 s       |
| 9e                 | Abdelati Saadoune  | Maroc              | Équipe nationale du Maroc | + 1 min 45 s       |
| 10e                | Nazim Bakırcı      | Turquie            | Torku Şekerspor           | + 1 min 45 s       |
| modifier           |                    |                    |                           |                    |

### 5eétape
| Classement de l'étape | Classement de l'étape | Classement de l'étape | Classement de l'étape       | Classement de l'étape |
|                       | Coureur               | Pays                  | Équipe                      | Temps                 |
| --------------------- | --------------------- | --------------------- | --------------------------- | --------------------- |
| 1er                   | Justin Jules          | France                | Veranclassic-Ekoï           | en 3 h 55 min 11 s    |
| 2e                    | Rino Gasparrini       | Italie                | Unieuro Wilier              | m.t                   |
| 3e                    | Soufiane Haddi        | Maroc                 | Skydive Dubai               | m.t                   |
| 4e                    | Robin Stenuit         | Belgique              | Veranclassic-Ekoï           | m.t                   |
| 5e                    | Tarik Chaoufi         | Maroc                 | Maroc Olympique             | m.t                   |
| 6e                    | Melvin Rullière       | France                | Veranclassic-Ekoï           | m.t                   |
| 7e                    | Amanuel Mengis        | Érythrée              | Équipe nationale d'Érythrée | m.t                   |
| 8e                    | Meron Teshome         | Érythrée              | Équipe nationale d'Érythrée | m.t                   |
| 9e                    | Fabio Chinello        | Italie                | Unieuro Wilier              | m.t                   |
| 10e                   | Albert Torres         | Espagne               | Ecuador                     | m.t                   |
| modifier              |                       |                       |                             |                       |

| Classement général | Classement général | Classement général | Classement général          | Classement général  |
|                    | Coureur            | Pays               | Équipe                      | Temps               |
| ------------------ | ------------------ | ------------------ | --------------------------- | ------------------- |
| 1er                | Anass Aït El Abdia | Maroc              | Équipe nationale du Maroc   | en 18 h 57 min 57 s |
| 2e                 | Tomasz Marczyński  | Pologne            | Torku Şekerspor             | + 3 s               |
| 3e                 | Vladimir Gusev     | Russie             | Skydive Dubai               | + 3 s               |
| 4e                 | Justin Jules       | France             | Veranclassic-Ekoï           | + 1 min 20 s        |
| 5e                 | Edgar Pinto        | Portugal           | Skydive Dubai               | + 1 min 32 s        |
| 6e                 | Soufiane Haddi     | Maroc              | Skydive Dubai               | + 1 min 32 s        |
| 7e                 | Essaïd Abelouache  | Maroc              | Équipe nationale du Maroc   | + 1 min 35 s        |
| 8e                 | Nikodemus Holler   | Allemagne          | Bike Aid                    | + 1 min 48 s        |
| 9e                 | Nabil Baz          | Algérie            | Vélo Club Sovac             | + 1 min 48 s        |
| 10e                | Ali Nouisri        | Tunisie            | Équipe nationale de Tunisie | + 1 min 48 s        |
| modifier           |                    |                    |                             |                     |

### 6eétape
| Classement de l'étape | Classement de l'étape | Classement de l'étape | Classement de l'étape     | Classement de l'étape |
|                       | Coureur               | Pays                  | Équipe                    | Temps                 |
| --------------------- | --------------------- | --------------------- | ------------------------- | --------------------- |
| 1er                   | Soufiane Haddi        | Maroc                 | Skydive Dubai             | en 2 h 51 min 50 s    |
| 2e                    | Pierre Moncorgé       | France                | Bliz-Merida               | m.t                   |
| 3e                    | Essaïd Abelouache     | Maroc                 | Équipe nationale du Maroc | m.t                   |
| 4e                    | Albert Torres         | Espagne               | Ecuador                   | m.t                   |
| 5e                    | Tomasz Marczyński     | Pologne               | Torku Şekerspor           | m.t                   |
| 6e                    | Fabio Chinello        | Italie                | Unieuro Wilier            | m.t                   |
| 7e                    | Robin Stenuit         | Belgique              | Veranclassic-Ekoï         | m.t                   |
| 8e                    | Justin Jules          | France                | Veranclassic-Ekoï         | m.t                   |
| 9e                    | Filip Eidsheim        | Norvège               | FixIT.no                  | m.t                   |
| 10e                   | Yannick Mayer         | Allemagne             | Bike Aid                  | m.t                   |
| modifier              |                       |                       |                           |                       |

| Classement général | Classement général | Classement général | Classement général          | Classement général  |
|                    | Coureur            | Pays               | Équipe                      | Temps               |
| ------------------ | ------------------ | ------------------ | --------------------------- | ------------------- |
| 1er                | Anass Aït El Abdia | Maroc              | Équipe nationale du Maroc   | en 21 h 49 min 47 s |
| 2e                 | Tomasz Marczyński  | Pologne            | Torku Şekerspor             | + 3 s               |
| 3e                 | Vladimir Gusev     | Russie             | Skydive Dubai               | + 3 s               |
| 4e                 | Soufiane Haddi     | Maroc              | Skydive Dubai               | + 1 min 16 s        |
| 5e                 | Justin Jules       | France             | Veranclassic-Ekoï           | + 1 min 20 s        |
| 6e                 | Essaïd Abelouache  | Maroc              | Équipe nationale du Maroc   | + 1 min 29 s        |
| 7e                 | Edgar Pinto        | Portugal           | Skydive Dubai               | + 1 min 32 s        |
| 8e                 | Nikodemus Holler   | Allemagne          | Bike Aid                    | + 1 min 48 s        |
| 9e                 | Nabil Baz          | Algérie            | Vélo Club Sovac             | + 1 min 48 s        |
| 10e                | Ali Nouisri        | Tunisie            | Équipe nationale de Tunisie | + 1 min 48 s        |
| modifier           |                    |                    |                             |                     |

### 7eétape
| Classement de l'étape | Classement de l'étape | Classement de l'étape | Classement de l'étape       | Classement de l'étape |
|                       | Coureur               | Pays                  | Équipe                      | Temps                 |
| --------------------- | --------------------- | --------------------- | --------------------------- | --------------------- |
| 1er                   | Tomasz Marczyński     | Pologne               | Torku Şekerspor             | en 3 h 3 min 45 s     |
| 2e                    | Nabil Baz             | Algérie               | Vélo Club Sovac             | + 0 s                 |
| 3e                    | Soufiane Haddi        | Maroc                 | Skydive Dubai               | + 0 s                 |
| 4e                    | Amanuel Mengis        | Érythrée              | Équipe nationale d'Érythrée | + 0 s                 |
| 5e                    | Vladimir Gusev        | Russie                | Skydive Dubai               | + 3 s                 |
| 6e                    | Adrien Chenaux        | Suisse                | Vélo-Passion Humard         | + 7 s                 |
| 7e                    | Yonas Tekeste         | Érythrée              | Équipe nationale d'Érythrée | + 7 s                 |
| 8e                    | Justin Jules          | France                | Veranclassic-Ekoï           | + 7 s                 |
| 9e                    | Edgar Pinto           | Portugal              | Skydive Dubai               | + 7 s                 |
| 10e                   | Anass Aït El Abdia    | Maroc                 | Équipe nationale du Maroc   | + 7 s                 |
| modifier              |                       |                       |                             |                       |

| Classement général | Classement général | Classement général | Classement général        | Classement général  |
|                    | Coureur            | Pays               | Équipe                    | Temps               |
| ------------------ | ------------------ | ------------------ | ------------------------- | ------------------- |
| 1er                | Tomasz Marczyński  | Pologne            | Torku Şekerspor           | en 25 h 23 min 25 s |
| 2e                 | Vladimir Gusev     | Russie             | Skydive Dubai             | + 13 s              |
| 3e                 | Anass Aït El Abdia | Maroc              | Équipe nationale du Maroc | + 14 s              |
| 4e                 | Soufiane Haddi     | Maroc              | Skydive Dubai             | + 1 min 19 s        |
| 5e                 | Justin Jules       | France             | Veranclassic-Ekoï         | + 1 min 34 s        |
| 6e                 | Edgar Pinto        | Portugal           | Skydive Dubai             | + 1 min 46 s        |
| 7e                 | Nabil Baz          | Algérie            | Vélo Club Sovac           | + 1 min 49 s        |
| 8e                 | Adil Jelloul       | Maroc              | Skydive Dubai             | + 2 min 16 s        |
| 9e                 | Nikodemus Holler   | Allemagne          | Bike Aid                  | + 2 min 19 s        |
| 10e                | Essaïd Abelouache  | Maroc              | Équipe nationale du Maroc | + 2 min 37 s        |
| modifier           |                    |                    |                           |                     |

### 8eétape
| Classement de l'étape | Classement de l'étape | Classement de l'étape | Classement de l'étape     | Classement de l'étape |
|                       | Coureur               | Pays                  | Équipe                    | Temps                 |
| --------------------- | --------------------- | --------------------- | ------------------------- | --------------------- |
| 1er                   | Vladimir Gusev        | Russie                | Skydive Dubai             | en 2 h 21 min 11 s    |
| 2e                    | Tomasz Marczyński     | Pologne               | Torku Şekerspor           | + 0 s                 |
| 3e                    | Soufiane Haddi        | Maroc                 | Skydive Dubai             | + 1 min 8 s           |
| 4e                    | Albert Torres         | Espagne               | Ecuador                   | + 1 min 8 s           |
| 5e                    | Justin Jules          | France                | Veranclassic-Ekoï         | + 1 min 8 s           |
| 6e                    | Nazim Bakırcı         | Turquie               | Torku Şekerspor           | + 1 min 8 s           |
| 7e                    | Nabil Baz             | Algérie               | Vélo Club Sovac           | + 1 min 8 s           |
| 8e                    | Salaheddine Mraouni   | Maroc                 | Équipe nationale du Maroc | + 1 min 8 s           |
| 9e                    | Nikodemus Holler      | Allemagne             | Bike Aid                  | + 1 min 8 s           |
| 10e                   | Higinio Fernández     | Espagne               | Ecuador                   | + 1 min 8 s           |
| modifier              |                       |                       |                           |                       |

| Classement général | Classement général | Classement général | Classement général        | Classement général  |
|                    | Coureur            | Pays               | Équipe                    | Temps               |
| ------------------ | ------------------ | ------------------ | ------------------------- | ------------------- |
| 1er                | Tomasz Marczyński  | Pologne            | Torku Şekerspor           | en 27 h 44 min 25 s |
| 2e                 | Vladimir Gusev     | Russie             | Skydive Dubai             | + 8 s               |
| 3e                 | Anass Aït El Abdia | Maroc              | Équipe nationale du Maroc | + 1 min 30 s        |
| 4e                 | Soufiane Haddi     | Maroc              | Skydive Dubai             | + 2 min 30 s        |
| 5e                 | Justin Jules       | France             | Veranclassic-Ekoï         | + 2 min 50 s        |
| 6e                 | Edgar Pinto        | Portugal           | Skydive Dubai             | + 3 min 2 s         |
| 7e                 | Nabil Baz          | Algérie            | Vélo Club Sovac           | + 3 min 5 s         |
| 8e                 | Adil Jelloul       | Maroc              | Skydive Dubai             | + 3 min 32 s        |
| 9e                 | Nikodemus Holler   | Allemagne          | Bike Aid                  | + 3 min 35 s        |
| 10e                | Kevin Seeldraeyers | Belgique           | Torku Şekerspor           | + 4 min 29 s        |
| modifier           |                    |                    |                           |                     |

### 9eétape
| Classement de l'étape | Classement de l'étape | Classement de l'étape | Classement de l'étape     | Classement de l'étape |
|                       | Coureur               | Pays                  | Équipe                    | Temps                 |
| --------------------- | --------------------- | --------------------- | ------------------------- | --------------------- |
| 1er                   | Filip Eidsheim        | Norvège               | FixIT.no                  | en 3 h 13 min 11 s    |
| 2e                    | Yannick Mayer         | Allemagne             | Bike Aid                  | m.t                   |
| 3e                    | Rino Gasparrini       | Italie                | Unieuro Wilier            | m.t                   |
| 4e                    | Justin Jules          | France                | Veranclassic-Ekoï         | m.t                   |
| 5e                    | Fabio Chinello        | Italie                | Unieuro Wilier            | m.t                   |
| 6e                    | Ahmet Örken           | Turquie               | Torku Şekerspor           | m.t                   |
| 7e                    | Essaïd Abelouache     | Maroc                 | Équipe nationale du Maroc | m.t                   |
| 8e                    | Nabil Baz             | Algérie               | Vélo Club Sovac           | m.t                   |
| 9e                    | Albert Torres         | Espagne               | Ecuador                   | m.t                   |
| 10e                   | Ismaïl Ayoune         | Maroc                 | Maroc Olympique           | m.t                   |
| modifier              |                       |                       |                           |                       |

| Classement général | Classement général | Classement général | Classement général        | Classement général  |
|                    | Coureur            | Pays               | Équipe                    | Temps               |
| ------------------ | ------------------ | ------------------ | ------------------------- | ------------------- |
| 1er                | Tomasz Marczyński  | Pologne            | Torku Şekerspor           | en 30 h 57 min 39 s |
| 2e                 | Vladimir Gusev     | Russie             | Skydive Dubai             | + 8 s               |
| 3e                 | Anass Aït El Abdia | Maroc              | Équipe nationale du Maroc | + 1 min 30 s        |
| 4e                 | Soufiane Haddi     | Maroc              | Skydive Dubai             | + 2 min 28 s        |
| 5e                 | Justin Jules       | France             | Veranclassic-Ekoï         | + 2 min 50 s        |
| 6e                 | Edgar Pinto        | Portugal           | Skydive Dubai             | + 3 min 2 s         |
| 7e                 | Nabil Baz          | Algérie            | Vélo Club Sovac           | + 3 min 5 s         |
| 8e                 | Adil Jelloul       | Maroc              | Skydive Dubai             | + 3 min 32 s        |
| 9e                 | Nikodemus Holler   | Allemagne          | Bike Aid                  | + 3 min 35 s        |
| 10e                | Kevin Seeldraeyers | Belgique           | Torku Şekerspor           | + 4 min 29 s        |
| modifier           |                    |                    |                           |                     |

### 10eétape
| Classement de l'étape | Classement de l'étape | Classement de l'étape | Classement de l'étape     | Classement de l'étape |
|                       | Coureur               | Pays                  | Équipe                    | Temps                 |
| --------------------- | --------------------- | --------------------- | ------------------------- | --------------------- |
| 1er                   | Filip Eidsheim        | Norvège               | FixIT.no                  | en 2 h 25 min 10 s    |
| 2e                    | Fabio Chinello        | Italie                | Unieuro Wilier            | m.t                   |
| 3e                    | Rino Gasparrini       | Italie                | Unieuro Wilier            | m.t                   |
| 4e                    | Justin Jules          | France                | Veranclassic-Ekoï         | m.t                   |
| 5e                    | Ahmet Örken           | Turquie               | Torku Şekerspor           | m.t                   |
| 6e                    | Albert Torres         | Espagne               | Ecuador                   | m.t                   |
| 7e                    | Pierre Moncorgé       | France                | Bliz-Merida               | m.t                   |
| 8e                    | Tarik Chaoufi         | Maroc                 | Maroc Olympique           | m.t                   |
| 9e                    | Nikodemus Holler      | Allemagne             | Bike Aid                  | m.t                   |
| 10e                   | Essaïd Abelouache     | Maroc                 | Équipe nationale du Maroc | m.t                   |
| modifier              |                       |                       |                           |                       |

## Classements finals

### Classement général final
| Classement général final | Classement général final | Classement général final | Classement général final  | Classement général final |
|                          | Coureur                  | Pays                     | Équipe                    | Temps                    |
| ------------------------ | ------------------------ | ------------------------ | ------------------------- | ------------------------ |
| 1er                      | Tomasz Marczyński        | Pologne                  | Torku Şekerspor           | en 33 h 22 min 49 s      |
| 2e                       | Vladimir Gusev           | Russie                   | Skydive Dubai             | + 8 s                    |
| 3e                       | Anass Aït El Abdia       | Maroc                    | Équipe nationale du Maroc | + 1 min 30 s             |
| 4e                       | Soufiane Haddi           | Maroc                    | Skydive Dubai             | + 2 min 23 s             |
| 5e                       | Justin Jules             | France                   | Veranclassic-Ekoï         | + 2 min 50 s             |
| 6e                       | Edgar Pinto              | Portugal                 | Skydive Dubai             | + 3 min 2 s              |
| 7e                       | Nabil Baz                | Algérie                  | Vélo Club Sovac           | + 3 min 5 s              |
| 8e                       | Adil Jelloul             | Maroc                    | Skydive Dubai             | + 3 min 32 s             |
| 9e                       | Nikodemus Holler         | Allemagne                | Bike Aid                  | + 3 min 35 s             |
| 10e                      | Kevin Seeldraeyers       | Belgique                 | Torku Şekerspor           | + 4 min 29 s             |
| modifier                 |                          |                          |                           |                          |

### Classements annexes
| Classement par points | Classement par points | Classement par points | Classement par points | Classement par points |
| --------------------- | --------------------- | --------------------- | --------------------- | --------------------- |
|                       | Coureur               | Pays                  | Équipe                | Point(s)              |
| 1er                   | Justin Jules          | France                | Veranclassic-Ekoï     | 79 points             |
| 2e                    | Tomasz Marczyński     | Pologne               | Torku Şekerspor       | 68 pts                |
| 3e                    | Soufiane Haddi        | Maroc                 | Skydive Dubai         | 53 pts                |
| modifier              |                       |                       |                       |                       |

| Classement de la montagne | Classement de la montagne | Classement de la montagne | Classement de la montagne   | Classement de la montagne |
| ------------------------- | ------------------------- | ------------------------- | --------------------------- | ------------------------- |
|                           | Coureur                   | Pays                      | Équipe                      | Point(s)                  |
| 1er                       | Edgar Pinto               | Portugal                  | Skydive Dubai               | 31 points                 |
| 2e                        | Tarik Chaoufi             | Maroc                     | Maroc Olympique             | 31 pts                    |
| 3e                        | Tesfom Okbamariam         | Érythrée                  | Équipe nationale d'Érythrée | 18 pts                    |
| modifier                  |                           |                           |                             |                           |

| Classement des points chauds | Classement des points chauds | Classement des points chauds | Classement des points chauds | Classement des points chauds |
| ---------------------------- | ---------------------------- | ---------------------------- | ---------------------------- | ---------------------------- |
|                              | Coureur                      | Pays                         | Équipe                       | Point(s)                     |
| 1er                          | Soufiane Haddi               | Maroc                        | Skydive Dubai                | 44 points                    |
| 2e                           | Essaïd Abelouache            | Maroc                        | Équipe nationale du Maroc    | 39 pts                       |
| 3e                           | Tarik Chaoufi                | Maroc                        | Maroc Olympique              | 38 pts                       |
| modifier                     |                              |                              |                              |                              |

| Classement du meilleur jeune | Classement du meilleur jeune | Classement du meilleur jeune | Classement du meilleur jeune | Classement du meilleur jeune |
|                              | Coureur                      | Pays                         | Équipe                       | Temps                        |
| ---------------------------- | ---------------------------- | ---------------------------- | ---------------------------- | ---------------------------- |
| 1er                          | Anass Aït El Abdia           | Maroc                        | Équipe nationale du Maroc    | en 33 h 24 min 19 s          |
| 2e                           | Ali Nouisri                  | Tunisie                      | Équipe nationale de Tunisie  | + 8 min 10 s                 |
| 3e                           | Amanuel Mengis               | Érythrée                     | Équipe nationale d'Érythrée  | + 8 min 45 s                 |
| modifier                     |                              |                              |                              |                              |

| \| Classement par équipes[13] \| Classement par équipes[13] \| Classement par équipes[13] \| Classement par équipes[13] \| \| \| Équipe \| Pays \| Temps \| \| -------------------------- \| -------------------------- \| -------------------------- \| -------------------------- \| \| 1re \| Skydive Dubai \| Émirats arabes unis \| en 100 h 15 min 26 s \| \| 2e \| Torku Şekerspor \| Turquie \| + 3 min 3 s \| \| 3e \| Équipe nationale du Maroc \| Maroc \| + 5 min 21 s \| \| modifier \| \| \| \| |                           |                     |                      |
| Classement par équipes |                           |                     |                      |
| | Équipe                    | Pays                | Temps                |
| 1re | Skydive Dubai             | Émirats arabes unis | en 100 h 15 min 26 s |
| 2e | Torku Şekerspor           | Turquie             | + 3 min 3 s          |
| 3e | Équipe nationale du Maroc | Maroc               | + 5 min 21 s         |
| modifier |                           |                     |                      |

### UCI Africa Tour
Ce Tour du Maroc attribue des points pour l'UCI Africa Tour 2015, par équipes seulement aux coureurs des équipes continentales professionnelles et continentales, individuellement à tous les coureurs sauf ceux faisant partie d'une équipe ayant un label WorldTeam.
| Position,          | 1er | 2e | 3e | 4e | 5e | 6e | 7e | 8e |
| Classement général | 40  | 30 | 16 | 12 | 10 | 8  | 6  | 3  |
| Par étape          | 8   | 5  | 2  |    |    |    |    |    |
| Leader, par étape  | 4   |    |    |    |    |    |    |    |

| Cycliste           | Équipe                    | Général | Étape | Leader | Total |
| ------------------ | ------------------------- | ------- | ----- | ------ | ----- |
| Tomasz Marczyński  | Torku Şekerspor           | 40      | 29    | 24     | 93    |
| Vladimir Gusev     | Skydive Dubai             | 30      | 13    | 4      | 47    |
| Justin Jules       | Veranclassic-Ekoï         | 10      | 23    | -      | 33    |
| Anass Aït El Abdia | Équipe nationale du Maroc | 16      | 2     | 8      | 26    |
| Soufiane Haddi     | Skydive Dubai             | 12      | 14    | -      | 26    |
| Filip Eidsheim     | FixIT.no                  | -       | 18    | -      | 18    |
| Edgar Pinto        | Skydive Dubai             | 8       | 8     | -      | 16    |
| Nabil Baz          | Vélo Club Sovac           | 6       | 5     | -      | 11    |
| Rino Gasparrini    | Unieuro Wilier            | -       | 11    | -      | 11    |
| Ahmet Örken        | Torku Şekerspor           | -       | 8     | -      | 8     |
| Fabio Chinello     | Unieuro Wilier            | -       | 5     | -      | 5     |
| Yannick Mayer      | Bike Aid                  | -       | 5     | -      | 5     |
| Pierre Moncorgé    | Bliz-Merida               | -       | 5     | -      | 5     |
| Adil Jelloul       | Skydive Dubai             | 3       | -     | -      | 3     |
| Essaïd Abelouache  | Équipe nationale du Maroc | -       | 2     | -      | 2     |
| Albert Torres      | Ecuador                   | -       | 2     | -      | 2     |

## Évolution des classements
| Étape              | Vainqueur          | Classement général | Classement par points | Classement de la montagne | Classement des points chauds | Classement du meilleur jeune | Classement par équipes    |
| ------------------ | ------------------ | ------------------ | --------------------- | ------------------------- | ---------------------------- | ---------------------------- | ------------------------- |
| 1                  | Tomasz Marczyński  | Tomasz Marczyński  | Tomasz Marczyński     | José Bone                 | Soufiane Haddi               | Anass Aït El Abdia           | Équipe nationale du Maroc |
| 2                  | Ahmet Örken        | Tomasz Marczyński  | Tomasz Marczyński     | Melvin Rullière           | Soufiane Haddi               | Anass Aït El Abdia           | Skydive Dubai             |
| 3                  | Edgar Pinto        | Vladimir Gusev     | Justin Jules          | Edgar Pinto               | Soufiane Haddi               | Anass Aït El Abdia           | Skydive Dubai             |
| 4                  | Tomasz Marczyński  | Tomasz Marczyński  | Justin Jules          | Edgar Pinto               | Soufiane Haddi               | Anass Aït El Abdia           | Skydive Dubai             |
| 5                  | Justin Jules       | Anass Aït El Abdia | Justin Jules          | Edgar Pinto               | Essaïd Abelouache            | Anass Aït El Abdia           | Skydive Dubai             |
| 6                  | Soufiane Haddi     | Anass Aït El Abdia | Justin Jules          | Edgar Pinto               | Soufiane Haddi               | Anass Aït El Abdia           | Skydive Dubai             |
| 7                  | Tomasz Marczyński  | Tomasz Marczyński  | Justin Jules          | Edgar Pinto               | Tarik Chaoufi                | Anass Aït El Abdia           | Skydive Dubai             |
| 8                  | Vladimir Gusev     | Tomasz Marczyński  | Tomasz Marczyński     | Edgar Pinto               | Soufiane Haddi               | Anass Aït El Abdia           | Skydive Dubai             |
| 9                  | Filip Eidsheim     | Tomasz Marczyński  | Justin Jules          | Edgar Pinto               | Soufiane Haddi               | Anass Aït El Abdia           | Skydive Dubai             |
| 10                 | Filip Eidsheim     | Tomasz Marczyński  | Justin Jules          | Edgar Pinto               | Soufiane Haddi               | Anass Aït El Abdia           | Skydive Dubai             |
| Classements finals | Classements finals | Tomasz Marczyński  | Justin Jules          | Edgar Pinto               | Soufiane Haddi               | Anass Aït El Abdia           | Skydive Dubai             |

## Liste des participants
- Liste de départ complète

| Légende                                | Légende                                                                                         | Légende                                | Légende                                                                                                  |
| -------------------------------------- | ----------------------------------------------------------------------------------------------- | -------------------------------------- | --- |
| Num                                    | Dossard de départ porté par le coureur sur ce Tour du Maroc                                     | Pos                                    | Position finale au classement général                                                                    |
| Leader du classement général           | Indique le vainqueur du classement général                                                      | Leader du classement par points        | Indique le vainqueur du classement par points                                                            |
| Leader du classement de la montagne    | Indique le vainqueur du classement de la montagne                                               | Leader du classement des points chauds | Indique le vainqueur du classement des points chauds                                                     |
| Leader du classement du meilleur jeune | Indique le vainqueur du classement du meilleur jeune                                            |                                        | Indique un maillot de champion national ou mondial, suivi de sa spécialité                               |
| #                                      | Indique la meilleure équipe                                                                     | NP                                     | Indique un coureur qui n'a pas pris le départ d'une étape, suivi du numéro de l'étape où il s'est retiré |
| AB                                     | Indique un coureur qui n'a pas terminé une étape, suivi du numéro de l'étape où il s'est retiré | HD                                     | Indique un coureur qui a terminé une étape hors des délais, suivi du numéro de l'étape                   |
| DSQ                                    | Indique un coureur qui a été disqualifié de la course, suivi du numéro de l'étape               | *                                      | Indique un coureur en lice pour le classement du meilleur jeune (coureurs nés après le 1er janvier 1993) |

| Équipe nationale du Maroc MAR     | Équipe nationale du Maroc MAR | Équipe nationale du Maroc MAR |
| --------------------------------- | ----------------------------- | ----------------------------- |
| Num                               | Coureur                       | Pos                           |
| 1                                 | Essaïd Abelouache (MAR)       | 12e                           |
| 2                                 | Anass Aït El Abdia (MAR)*     | 3e                            |
| 3                                 | Mohamed Er Rafai (MAR)        | 35e                           |
| 4                                 | Lahcen Saber (MAR)            | 51e                           |
| 5                                 | Salaheddine Mraouni (MAR)     | 19e                           |
| 6                                 | Abdelati Saadoune (MAR)       | 14e                           |
| Directeur sportif : Mohamed Bilal |                               |                               |

| Veranclassic-Ekoï VER              | Veranclassic-Ekoï VER    | Veranclassic-Ekoï VER |
| ---------------------------------- | ------------------------ | --------------------- |
| Num                                | Coureur                  | Pos                   |
| 11                                 | Thomas Vaubourzeix (FRA) | 16e                   |
| 12                                 | Justin Jules (FRA)       | 5e                    |
| 13                                 | Melvin Rullière (FRA)    | 46e                   |
| 14                                 | Dirk Finders (GER)       | 33e                   |
| 15                                 | Edwig Cammaerts (BEL)    | 38e                   |
| 16                                 | Robin Stenuit (BEL)      | 63e                   |
| Directeur sportif : Geoffrey Coupé |                          |                       |

| Vélo Club Sovac VCS                  | Vélo Club Sovac VCS      | Vélo Club Sovac VCS |
| ------------------------------------ | ------------------------ | ------------------- |
| Num                                  | Coureur                  | Pos                 |
| 21                                   | Nabil Baz (ALG)          | 7e                  |
| 22                                   | Mohamed Bouzidi (ALG)*   | AB-6                |
| 23                                   | Bilal Saada (ALG)        | 79e                 |
| 24                                   | Karim Hadjbouzit (ALG)   | 42e                 |
| 25                                   | Abderrahmane Hamza (ALG) | 72e                 |
| 26                                   | Fayçal Hamza (ALG)       | AB-7                |
| Directeur sportif : Mohamed Mokhtari |                          |                     |

| Équipe nationale d'Émirats arabes unis UAE | Équipe nationale d'Émirats arabes unis UAE | Équipe nationale d'Émirats arabes unis UAE |
| ------------------------------------------ | ------------------------------------------ | ------------------------------------------ |
| Num                                        | Coureur                                    | Pos                                        |
| 31                                         | Ali Al Hassani (UAE)                       | 93e                                        |
| 32                                         | Majid Albalooshi (UAE)                     | 76e                                        |
| 33                                         | Ahmed Al Mansoori (UAE)                    | 81e                                        |
| 34                                         | Yousef Almansuory (UAE)*                   | 68e                                        |
| 35                                         | Ammar Abdulla (UAE)*                       | DSQ-7                                      |
| 36                                         | Yousif Mirza (UAE)                         | 64e                                        |
| Directeur sportif : Aziz Mehdi             |                                            |                                            |

| Bike Aid BAI                  | Bike Aid BAI           | Bike Aid BAI |
| ----------------------------- | ---------------------- | ------------ |
| Num                           | Coureur                | Pos          |
| 41                            | Timo Schafer (GER)     | 58e          |
| 42                            | Yannick Mayer (GER)    | 23e          |
| 43                            | Fabian Fritz (GER)*    | 70e          |
| 44                            | Kyle Buckosky (CAN)*   | 77e          |
| 45                            | Nikodemus Holler (GER) | 9e           |
| 46                            | Meron Amanuel (ERI)    | AB-5         |
| Directeur sportif : Yves Beau |                        |              |

| Équipe nationale de Tunisie TUN  | Équipe nationale de Tunisie TUN | Équipe nationale de Tunisie TUN |
| -------------------------------- | ------------------------------- | ------------------------------- |
| Num                              | Coureur                         | Pos                             |
| 51                               | Ali Nouisri (TUN)*              | 13e                             |
| 52                               | Hassen Ben Nasser (TUN)         | 84e                             |
| 53                               | Aymen Mraihi (TUN)              | NP-4                            |
| 54                               | Hamza Fatnassi (TUN)*           | AB-8                            |
| 55                               | Wajdi Homrani (TUN)             | 80e                             |
| 56                               |                                 |                                 |
| Directeur sportif : Faouzi Selmi |                                 |                                 |

| Équipe nationale de Djibouti DJI             | Équipe nationale de Djibouti DJI | Équipe nationale de Djibouti DJI |
| -------------------------------------------- | -------------------------------- | -------------------------------- |
| Num                                          | Coureur                          | Pos                              |
| 61                                           | Ali Moussa Houssein (DJI)        | AB-1                             |
| 62                                           | Osman Abdek Khaireh (DJI)*       | AB-1                             |
| 63                                           | Aden Ilyas Hassan (DJI)*         | AB-1                             |
| 64                                           | Abdillahi Fathi Ilyas (DJI)      | AB-1                             |
| 65                                           |                                  |                                  |
| 66                                           |                                  |                                  |
| Directeur sportif : Ali Khairdon Abdoujkader |                                  |                                  |

| Maroc Olympique OLY              | Maroc Olympique OLY | Maroc Olympique OLY |
| -------------------------------- | ------------------- | ------------------- |
| Num                              | Coureur             | Pos                 |
| 71                               | Ismaïl Ayoune (MAR) | 25e                 |
| 72                               | Tarik Chaoufi (MAR) | 32e                 |
| 73                               | Adnane Aarbia (MAR) | 61e                 |
| 74                               | Badr Iferd (MAR)    | 36e                 |
| 75                               | Abdellah Hida (MAR) | 41e                 |
| 76                               | Aziz Chaqri (MAR)   | 30e                 |
| Directeur sportif : Ahmed Rhaili |                     |                     |

| Équipe nationale d'Arabie saoudite KSA | Équipe nationale d'Arabie saoudite KSA | Équipe nationale d'Arabie saoudite KSA |
| -------------------------------------- | -------------------------------------- | -------------------------------------- |
| Num                                    | Coureur                                | Pos                                    |
| 81                                     | Sultan Asiri (KSA)                     | AB-7                                   |
| 82                                     | Saad Marzouki (KSA)                    | AB-1                                   |
| 83                                     | Mohammed Almushay Khis (KSA)*          | DSQ-7                                  |
| 84                                     | Bader Al-yasin (KSA)                   | HD-1                                   |
| 85                                     |                                        |                                        |
| 86                                     |                                        |                                        |
| Directeur sportif : Saleh Algobaisi    |                                        |                                        |

| FixIT.no FIX                         | FixIT.no FIX               | FixIT.no FIX |
| ------------------------------------ | -------------------------- | ------------ |
| Num                                  | Coureur                    | Pos          |
| 91                                   | Adrian Gjølberg (NOR)      | AB-8         |
| 92                                   | Filip Eidsheim (NOR)       | 26e          |
| 93                                   | Jan William Jensen (NOR)*  | AB-5         |
| 94                                   | Marius Hafsås (NOR)        | AB-3         |
| 95                                   | Torstein Stokkenes (NOR)*  | 28e          |
| 96                                   | Åsmund Romstad Løvik (NOR) | NP-10        |
| Directeur sportif : Jan Roger Jensen |                            |              |

| Torku Şekerspor TRK              | Torku Şekerspor TRK      | Torku Şekerspor TRK |
| -------------------------------- | ------------------------ | ------------------- |
| Num                              | Coureur                  | Pos                 |
| 101                              | Nazim Bakırcı (TUR)      | 11e                 |
| 102                              | Kevin Seeldraeyers (BEL) | 10e                 |
| 103                              | Tomasz Marczyński (POL)  | 1er                 |
| 104                              | Ahmet Örken (TUR)*       | 29e                 |
| 105                              | Muhammet Atalay (TUR)    | 40e                 |
| 106                              | Ahmet Akdilek (TUR)      | 47e                 |
| Directeur sportif : Lionel Marie |                          |                     |

| Ecuador ECU                           | Ecuador ECU             | Ecuador ECU |
| ------------------------------------- | ----------------------- | ----------- |
| Num                                   | Coureur                 | Pos         |
| 111                                   | Albert Torres (ESP)     | 39e         |
| 112                                   | José Ragonessi (ECU)    | 18e         |
| 113                                   | Higinio Fernández (ESP) | DSQ-10      |
| 114                                   | José Bone (ECU)         | AB-7        |
| 115                                   | Isaac Carbonell (ESP)*  | 55e         |
| 116                                   | Pablo Hidalgo (ECU)     | 62e         |
| Directeur sportif : Domènec Carbonell |                         |             |

| Vélo-Passion Humard HUM             | Vélo-Passion Humard HUM | Vélo-Passion Humard HUM |
| ----------------------------------- | ----------------------- | ----------------------- |
| Num                                 | Coureur                 | Pos                     |
| 121                                 | Adrien Chenaux (SUI)    | 17e                     |
| 122                                 | Marc Donzé (SUI)        | 74e                     |
| 123                                 | Julien Bossens (SUI)*   | 71e                     |
| 124                                 | Marc Dubois (SUI)       | 75e                     |
| 125                                 | Yves Mercier (SUI)      | 66e                     |
| 126                                 | François Gatherat (SUI) | 91e                     |
| Directeur sportif : Emmanuel Bonnot |                         |                         |

| Skydive Dubai # SKD               | Skydive Dubai # SKD        | Skydive Dubai # SKD |
| --------------------------------- | -------------------------- | ------------------- |
| Num                               | Coureur                    | Pos                 |
| 131                               | Adil Jelloul (MAR) (Route) | 8e                  |
| 132                               | Maher Hasnaoui (TUN)       | 48e                 |
| 133                               | Soufiane Haddi (MAR)       | 4e                  |
| 134                               | Mansoor Ali Shambih (UAE)  | 94e                 |
| 135                               | Edgar Pinto (POR)          | 6e                  |
| 136                               | Vladimir Gusev (RUS)       | 2e                  |
| Directeur sportif : Humaid Mehrab |                            |                     |

| Unieuro Wilier UNI               | Unieuro Wilier UNI        | Unieuro Wilier UNI |
| -------------------------------- | ------------------------- | ------------------ |
| Num                              | Coureur                   | Pos                |
| 141                              | Rino Gasparrini (ITA)     | 44e                |
| 142                              | Fabio Chinello (ITA)      | 43e                |
| 143                              | Francesco Chesi (ITA)*    | 83e                |
| 144                              | Davide Plebani (ITA)*     | 69e                |
| 145                              | Mattia Frapporti (ITA)*   | 31e                |
| 146                              | Sebastián Trillini (ARG)* | 49e                |
| Directeur sportif : Marco Milesi |                           |                    |

| Équipe nationale du Maroc espoirs ESP | Équipe nationale du Maroc espoirs ESP | Équipe nationale du Maroc espoirs ESP |
| ------------------------------------- | ------------------------------------- | ------------------------------------- |
| Num                                   | Coureur                               | Pos                                   |
| 151                                   | Mounir Makhchoun (MAR)*               | DSQ-10                                |
| 152                                   | Othmane El Afi (MAR)                  | 67e                                   |
| 153                                   | Abdelmounim El Gourch (MAR)           | 20e                                   |
| 154                                   | Zouhair Rahil (MAR)*                  | 65e                                   |
| 155                                   | Said Bdadou (MAR)                     | 50e                                   |
| 156                                   | Mouhcine Rhaili (MAR)                 | 89e                                   |
| Directeur sportif : Mostapha El Amal  |                                       |                                       |

| Wilton WIL                         | Wilton WIL          | Wilton WIL |
| ---------------------------------- | ------------------- | ---------- |
| Num                                | Coureur             | Pos        |
| 161                                | Yondi Schmidt (NED) | AB-7       |
| 162                                | Nick Stopler (NED)  | 73e        |
| 163                                | Sidney Bley (NED)   | 85e        |
| 164                                | Guus Schtoh (NED)   | 88e        |
| 165                                | Alex Bhogal (GER)   | 56e        |
| 166                                | Bas Heilig (NED)*   | AB-3       |
| Directeur sportif : Peter Mohlmann |                     |            |

| Équipe nationale de Côte d'Ivoire CIV | Équipe nationale de Côte d'Ivoire CIV | Équipe nationale de Côte d'Ivoire CIV |
| ------------------------------------- | ------------------------------------- | ------------------------------------- |
| Num                                   | Coureur                               | Pos                                   |
| 171                                   | Karamoko Bamba (CIV)*                 | AB-6                                  |
| 172                                   | Bolodigui Ouattara (CIV)              | AB-3                                  |
| 173                                   | Bassirou Konté (CIV)                  | 96e                                   |
| 174                                   | Issiaka Fofana (CIV)                  | AB-3                                  |
| 175                                   |                                       |                                       |
| 176                                   |                                       |                                       |
| Directeur sportif : Karamoko Koné     |                                       |                                       |

| Bliz-Merida BLI                     | Bliz-Merida BLI       | Bliz-Merida BLI |
| ----------------------------------- | --------------------- | --------------- |
| Num                                 | Coureur               | Pos             |
| 181                                 | Yannick Janssen (NED) | 37e             |
| 182                                 | Hiski Kanerva (FIN)*  | 59e             |
| 183                                 | Barry Miller (USA)    | 57e             |
| 184                                 | Pierre Moncorgé (FRA) | 27e             |
| 185                                 | Robert Pölder (SWE)   | 60e             |
| 186                                 | Johan Svensson (SWE)  | 52e             |
| Directeur sportif : Dennis Nystrand |                       |                 |

| SpeedRoad-Gomistar SPE                 | SpeedRoad-Gomistar SPE  | SpeedRoad-Gomistar SPE |
| -------------------------------------- | ----------------------- | ---------------------- |
| Num                                    | Coureur                 | Pos                    |
| 191                                    | Enrique Salgueiro (ESP) | AB-1                   |
| 192                                    | Óscar Justo (ESP)*      | 92e                    |
| 193                                    | Alejandro Silva (ESP)   | 78e                    |
| 194                                    | Rodrigo Enriquez (ESP)* | 90e                    |
| 195                                    | Moisés Dueñas (ESP)     | 24e                    |
| 196                                    |                         |                        |
| Directeur sportif : Miguel Angel Abren |                         |                        |

| Équipe nationale d'Égypte EGY       | Équipe nationale d'Égypte EGY | Équipe nationale d'Égypte EGY |
| ----------------------------------- | ----------------------------- | ----------------------------- |
| Num                                 | Coureur                       | Pos                           |
| 201                                 | Osama Mohamed (EGY)*          | 82e                           |
| 202                                 | Islam Shawky (EGY)*           | 45e                           |
| 203                                 | Youssef Helal (EGY)*          | 87e                           |
| 204                                 | Abdullah Idris (EGY)*         | 86e                           |
| 205                                 | Mahmoud Mohamed (EGY)*        | 95e                           |
| 206                                 |                               |                               |
| Directeur sportif : Mohamed Khalifa |                               |                               |

| Équipe nationale d'Érythrée ERI   | Équipe nationale d'Érythrée ERI | Équipe nationale d'Érythrée ERI |
| --------------------------------- | ------------------------------- | ------------------------------- |
| Num                               | Coureur                         | Pos                             |
| 211                               | Elias Afewerki (ERI)            | 34e                             |
| 212                               | Meron Teshome (ERI)             | 54e                             |
| 213                               | Tesfom Okbamariam (ERI)         | 22e                             |
| 214                               | Mikiel Habtom (ERI)             | 53e                             |
| 215                               | Yonas Tekeste (ERI)*            | 21e                             |
| 216                               | Amanuel Mengis (ERI)*           | 15e                             |
| Directeur sportif : Mussie Asehel |                                 |                                 |